# Her Shattered Idol
Pour plus de détails, voir Fiche technique et Distribution.
Her Shattered Idol est un film muet américain de John B. O'Brien, sorti en 1915.

## Synopsis
Mae Carter, la riche pupille du Colonel Nutt, se moque de Robert, le neveu du Colonel, mais finalement accepte sa bague de fiançailles. Plus tard Mae est impressionnée par le physique de Ben, le forgeron. Elle rêve qu'elle est la femme de Robert à l'époque des cavernes, qu'elle est enlevée par un géant mais est secourue par Ben, qui se bat avec Robert et gagne. Le lendemain matin, Mae rend sa bague à Robert et envisage de s'enfuir avec Ben. Le Colonel Nutt, à qui Robert s'est confié, se fiant à son expérience des femmes, dit à Mae d'inviter Ben à vivre avec eux pendant un mois. Pendant la fête des fiançailles, Mae est dégoûtée par la stupidité de Ben, ses manières rudes et sa mère fumeuse de pipe. Elle rompt les fiançailles et envisage de se marier à nouveau avec Robert, mais pendant la cérémonie, Ben l'enlève pour l'épouser dans une autre ville. Après de nombreuses péripéties, Robert sauve Mae et Ben des sables mouvants et finalement épouse Mae.

## Fiche technique
- Titre original : Her Shattered Idol
- Réalisation : John B. O'Brien
- Scénario d'après une histoire de Ella Woods
- Photographie :  Harry B. Harris
- Société de production : Majestic Motion Picture Company
- Société de distribution :  Mutual Film Corporation
- Pays d’origine :  États-Unis
- Langue : anglais
- Format : Noir et blanc - 35 mm - 1,37:1 -  Muet
- Genre : Comédie dramatique
- Durée : 4 bobines
- Dates de sortie :  États-Unis : 10 juin 1915
- Licence : Domaine public

## Distribution
- Robert Harron : Robert
- Mae Marsh : Mae Carter
- Elmo Lincoln : Ben, un forgeron
- Spottiswoode Aitken : Colonel Nutt, l'oncle de Mae
- Jennie Lee : la mère de Ben